# Muonio
Muonio (nordsamiska: Muoná) är en kommun i landskapet Lappland i Finland. Muonio har 2 321 invånare (2021) och har en yta på 2 037,79 km². Kommunen gränsar till Enontekis kommun i norr, Kittilä kommun i öster, Kolari kommun i söder samt Pajala kommun i Sverige på andra sidan Muonio älv i väster.
Huvudort i kommunen är Muonio kyrkoby som också utgör kommunens enda tätort enligt Statistikcentralens definition. Den 31 december 2020 hade Muonio kyrkoby 1 149 invånare och Muonio kommun hade då en tätortsgrad på 51,4 %.
Muonio är en enspråkigt finsk kommun.

## Namn
Kommunens officiella namn på både finska och svenska är Muonio. 9 augusti 1923 ändrades kommunens namn till Muonio från Muonionniska.

## Historia
Muonionniska kapellförsamling bildades 1788 genom utbrytning ur Pajala församling. Enontekis församling bildades 1812 som kapellförsamling under Muonio församling och blev självständig församling och eget pastorat 1916. Ett område med 28 invånare överfördes 1 januari 1974 till Muonio kommun från Enontekis kommun. 1 januari 2004 tillfördes ett område med 1 invånare från Kittilä kommun.

## Politik

### Mandatfördelning i Muonio kommun, valen 1976–2021
| 5 | 4 | 7 | 1 | 1 | 3 |

| 4 | 3 | 9 | 5 |

| 4 | 4 | 8 | 5 |

| 4 | 4 | 10 | 3 |

| 4 | 4 | 1 | 8 | 4 |

| 2 | 5 | 9 | 5 |

| 2 | 6 | 11 | 2 |

| 1 | 6 | 9 | 5 |

| 17 | 4 |

| 1 | 6 | 8 | 6 |

| 18 | 3 |

| 2 | 6 | 1 | 9 | 3 |

| 16 | 5 |

| 2 | 2 | 1 | 7 | 2 | 3 |

| 13 | 4 |

| 2 | 2 | 1 | 6 | 1 | 5 |

| 10 | 7 |

### Valresultat i kommunalvalet 2017
| Parti                 | Parti                             | Röstfördelning | Röstfördelning | Röstfördelning | Röstfördelning | Mandatfördelning | Mandatfördelning |
| Parti                 | Parti                             | Antal          | Andel %        | Antal +−       | Andel % +−     | Antal            | +−               |
| --------------------- | --------------------------------- | -------------- | -------------- | -------------- | -------------- | ---------------- | ---------------- |
|                       | Centern i Finland                 | 436            | 38,6           | -67            | -3,9           | 7                | -2               |
|                       | Samlingspartiet                   | 215            | 19,0           | +44            | +4,6           | 3                | 0                |
|                       | Finlands Socialdemokratiska Parti | 170            | 15,1           | -134           | -10,7          | 2                | -4               |
|                       | Vänsterförbundet                  | 119            | 10,5           | +14            | +1,7           | 2                | 0                |
|                       | Kristdemokraterna i Finland       | 101            | 8,9            | Ny             | Ny             | 2                | Ny               |
|                       | Sannfinländarna                   | 88             | 7,8            | -11            | -0,6           | 1                | 0                |
| Giltiga röster totalt | Giltiga röster totalt             | 1 129          | 100,0          | -53            | —              | 17               | -4               |
| Ogiltiga röster       | Ogiltiga röster                   | 9              | 0,8            | —              | —              |                  |                  |
| Valdeltagande         | Valdeltagande                     | 1 138          | 59,4           | —              | -3,1           |                  |                  |
| Röstberättigade       | Röstberättigade                   | 1 915          | —              | +12            | —              |                  |                  |

Källa:
I valet ställde Samlingspartiet och Kristdemokraterna upp i ett valförbund.

## Demografi

### Befolkningsutveckling
| Befolkningsutvecklingen i Muonio kommun 1880–2020                                                                                     | Befolkningsutvecklingen i Muonio kommun 1880–2020 | Befolkningsutvecklingen i Muonio kommun 1880–2020 | Befolkningsutvecklingen i Muonio kommun 1880–2020 | Befolkningsutvecklingen i Muonio kommun 1880–2020 |
| --- | ------------------------------------------------- | ------------------------------------------------- | ------------------------------------------------- | ------------------------------------------------- |
| |                                                   |                                                   |                                                   |                                                   |
| År |                                                   |                                                   | Folkmängd                                         |                                                   |
| 1880 | 1880                                              |                                                   | 935                                               |                                                   |
| 1890 | 1890                                              |                                                   | 1 052                                             |                                                   |
| 1900 | 1900                                              |                                                   | 1 159                                             |                                                   |
| 1910 | 1910                                              |                                                   | 1 377                                             |                                                   |
| 1920 | 1920                                              |                                                   | 1 561                                             |                                                   |
| 1930 | 1930                                              |                                                   | 1 698                                             |                                                   |
| 1940 | 1940                                              |                                                   | 2 040                                             |                                                   |
| 1950 | 1950                                              |                                                   | 2 686                                             |                                                   |
| 1960 | 1960                                              |                                                   | 3 022                                             |                                                   |
| 1970 | 1970                                              |                                                   | 3 002                                             |                                                   |
| 1975 | 1975                                              |                                                   | 2 809                                             |                                                   |
| 1980 | 1980                                              |                                                   | 2 812                                             |                                                   |
| 1985 | 1985                                              |                                                   | 2 881                                             |                                                   |
| 1990 | 1990                                              |                                                   | 2 846                                             |                                                   |
| 1995 | 1995                                              |                                                   | 2 698                                             |                                                   |
| 2000 | 2000                                              |                                                   | 2 512                                             |                                                   |
| 2005 | 2005                                              |                                                   | 2 418                                             |                                                   |
| 2010 | 2010                                              |                                                   | 2 401                                             |                                                   |
| 2015 | 2015                                              |                                                   | 2 358                                             |                                                   |
| 2020 | 2020                                              |                                                   | 2 297                                             |                                                   |
| Anm: För tidsserien 1975-2020 avser uppgifterna förhållandena den 31 december nämnda år enligt områdesindelningen den 1 januari 2022. |                                                   |                                                   |                                                   |                                                   |

### Språk
Befolkningen efter språk (modersmål) den 31 december 2021. Finska, svenska och samiska räknas som inhemska språk då de har officiell status i landet. Resten av språken räknas som främmande. För språk med färre än 10 talare är siffran dold av Statistikcentralen på grund av sekretesskäl.
| Språk                        | Talare 2021-12-31 | Talare 2021-12-31 |
| Språk                        | Antal             | Andel (%)         |
| ---------------------------- | ----------------- | ----------------- |
| Hela befolkningen            | 2 321             | 100,0             |
| Finska                       | 2 203             | 94,9              |
| Svenska                      | 16                | 0,7               |
| Samiska                      | 9                 | 0,4               |
| Främmande språk totalt       | 93                | 4,0               |
| Tyska                        | 45                | 1,9               |
| Språk med färre än 10 talare | 48                | 2,1               |